# Andrușul de Jos, Cahul
Andrușul de Jos este un sat din raionul Cahul, Republica Moldova.

## Etimologie
Toponimul Andrușu reprezintă un oiconim antroponimic, având forma de origine Andruș, modificată mai târziu din numele Andrei.

## Istorie
O legendă cunoscută de localnici este că, pe vremuri aici locuia un boier pe nume Andrei și avea 2 feciori, pe unul l-a urcat cu traiul în deal și pe altul în vale, astfel au fost create cele două localități Andrieșii de Sus și Andrieșii de Jos.
Localitatea este atestată în cronicile românești începând cu anul 1502, cu denumirea de Andrieși:
„Cu mila lui Dumnezeu, noi, Ștefan voievod, domnul Țării Moldovei. Înștiințare facem, prin această carte a noastră, tuturor cui vor căuta asupra ei sau o vor auzi citindu-se, precum au venit, înaintea noastră și înaintea tuturor boierilor noștri ai Moldovei, Musa, fata Dumei Mădoia, și feciorii ei, Lupe și Nastia, și nepoții de sora ei, Ignat și Malea, nepoții Dumei Mădoia, și de nimeni siliți, nici asupriți, ci de bunăvoia lor, din drept uricul lor, au vândut o bucată de loc din hotarul Boiștei, puțin mai jos de gura Boiștei și de vărsătura gârlei, unde iese din Talharu și până unde dă în iezerul Cerlenul și cu toate gârlele și cu toate băltiuganele (sau iezerelele), cum și satul pe Frumușita, unde au fost Fălcin, mai jos de Andrieș, și le-au vândut acestea domniei noastre, drept una sută zloți tătărăști.

...

Și spre mai mare tărie și întăritură la tuturor acestor de mai sus scrise, am poruncit credincios boierului nostru, Tăutul logofăt, ca spre adevărata carte a noastre această pecete a noastră să lege.

Scris de Toader în Suceava, din leat 7010 <1502>, 2 iulie.”

## Geografie
Satul are o suprafață de circa 1,40 kilometri pătrați, cu un perimetru de 5,46 km. Distanța directă până în or. Cahul este de 8 km. Distanța directă până în or. Chișinău este de 123 km.

## Demografie

### Structura etnică
Conform datelor recensământului populației din 2004, populația satului constituia 2 125 de oameni, dintre care 48,61% - bărbați și 51,39% - femei.
| Grup etnic                    | Populație | % Procentaj |
| ----------------------------- | --------- | ----------- |
| Băștinași declarați Moldoveni | 2 109     | 99,25%      |
| Bulgari                       | 244       | 1.139%      |
| Găgăuzi                       | 2         | 0,09%       |
| Ruși                          | 9         | 0,42%       |
| Ucraineni                     | 3         | 0,14%       |
| Bulgari                       | 2         | 0,09%       |
| Total                         | 2 109     | 100%        |

În satul Andrușul de Jos au fost înregistrate 590 de gospodării casnice la recensământul din anul 2004, iar mărimea medie a unei gospodării era de 3,6 persoane.
Conform datelor recensământului populației din 2014, populația satului constituia 2 278 de oameni, dintre care 48,7% - bărbați și 51,3% femei.:
| Grup etnic                    | Populație | % Procentaj |
| ----------------------------- | --------- | ----------- |
| Băștinași declarați Moldoveni | 2 185     | 96,3%       |
| Bulgari                       | 13        | 0,6%        |
| Români                        | 53        | 2,3%        |
| Alții                         | 27        | 0,8%        |
| Total                         | 2 278     | 100%        |

În satul Andrușul de Jos au fost înregistrate 572 de gospodării casnice la recensământul din anul 2014.

## Administrație și politică
Componența Consiliului local Andrușul de Jos (11 consilieri), ales la 5 noiembrie 2023, este următoarea:
|  | Partid                                       | Consilieri | Componență | Componență | Componență | Componență | Componență | Componență |
|  | -------------------------------------------- | ---------- | ---------- | ---------- | ---------- | ---------- | ---------- | ---------- |
|  | Partidul Acțiune și Solidaritate             | 6          |            |            |            |            |            |            |
|  | Partidul Socialiștilor din Republica Moldova | 3          |            |            |            |            |            |            |
|  | Partidul Democrat Modern din Moldova         | 2          |            |            |            |            |            |            |